# Rivière à l'Eau Claire (rivière Madeleine)
Pour les articles homonymes, voir Eau Claire.
La Rivière à l’Eau Claire est un affluent de la rive sud-est de la rivière Madeleine laquelle coule vers le nord jusqu'au littoral sud du golfe du Saint-Laurent où elle se déverse au village de Sainte-Madeleine-de-la-Rivière-Madeleine.
La "Rivière à l’Eau Claire" coule dans le territoire non organisé de Collines-du-Basque, dans la municipalité régionale de comté de La Côte-de-Gaspé, dans la région administrative de la Gaspésie-Îles-de-la-Madeleine, au Québec, au Canada.

## Géographie
La "Rivière à l’Eau Claire" prend sa source de ruisseaux de montagnes, située dans le canton de Fletcher, dans le territoire non organisé de La Côte-de-Gaspé, dans les Monts Chic-Chocs qui font partie des Monts Notre-Dame.
Cette source est située à 34,5 km au sud du littoral sud du golfe du Saint-Laurent.
À partir de sa source, la "Rivière à l’Eau Claire" coule sur 21,8 km répartis selon les segments suivants :
- 5,9 km vers le nord-est dans le canton de Fletcher, jusqu'à la confluence d'un ruisseau (venant de l'ouest) ;
- 1,5 km vers le nord, jusqu'à la confluence d'un ruisseau (venant du sud-ouest) ;
- 3,2 km vers le nord, jusqu'à la décharge d'un ruisseau (venant du nord-est) ;
- 2,6 km vers le nord-ouest, jusqu'au ruisseau Holland (venant du sud-ouest) ;
- 1,3 km vers le nord, jusqu'à la limite du canton de Champou ;
- 2,0 km vers le nord dans le canton de Champou, jusqu'à la décharge (venant de l'ouest) du lac à Paul ;
- 5,3 km vers le nord, en passant sous le pont de la "route de la Rivière" en fin de ce segment, jusqu'à sa confluence[2].

La rivière à l’Eau Claire se déverse sur la rive sud-est de la rivière Madeleine, dans le territoire non organisé des Collines-du-Basque. Cette confluence est située à 20,5 km au sud du littoral sud du golfe du Saint-Laurent.

## Toponymie
Le toponyme « Rivière à l’Eau Claire » a été officialisé le 5 décembre 1968 à la Commission de toponymie du Québec.